# Ring 3 (Aarhus)
|  | Denne artikel beskriver en fremtidig begivenhed Denne artikel eller sektion handler om planlagt eller forventet fremtidig begivenhed. Der kan forekomme spekulativ information, og indholdet kan ændres dramatisk når begivenheden nærmer sig og mere information bliver tilgængelig. |

 For alternative betydninger, se Ring 3. (Se også artikler, som begynder med Ring 3)
Ring 3 ofte benævnt O3 er en nuværende og kommende og ca. 42 km lang ringvej, der føres nord, vest og syd om Aarhus fra Djurslandmotorvejen (primærrute 15) i nord og Østjyske Motorvej E45 i vest til den kommende Bering-Beder Vejen i syd om Aarhus.
Vejen er motorvejsstandard fra frakørsel 16 Skødstrup til frakørsel 50 Hørning.
Giber Ringvej er en ny ringvej  der er under anlæg syd om Aarhus. Vejen bliver en del af Ring 3 og bliver ca. 12 km lang, og skal gå fra frakørsel 50 Hørning og til Oddervej. Den er den sidste del af Ring 3 og forventes at koste ca. 500 millioner kr med åbning i 2022.. 